# 威利斯 (密歇根州)
威利斯（英語：Willis）是位於美國密歇根州沃什特瑙縣奧古斯塔特設鎮區的一個非建制地區。

## 地理
威利斯所處的海拔為高於海平面209米（即686英呎），而該地所採用的時區為UTC-5，即北美东部時區（EST）。同時該地設有夏令時間，為UTC-5調快一小時，即UTC-4（EDT）。